# توالی آرمادیلو
توالی آرمادیلو (انگلیسی: Armadillo repeat) نام یک توالی تکرارشوندهٔ اسید آمینه مشتمل بر ۴۰ باقی‌مانده در ساختار ملکولی است که در بیشتر پروتئین‌ها یافت می‌شود.
پروتئین‌هایی که این توالی را دارند، چندین نسخهٔ مشابه تکرارشونده و پشت‌سرهم از آن را دارا هستند.
برخی از پروتئین‌هایی که این توالی را دارند بتا-کاتنین، ایمپورتین آلفا، پلاکوگلوبین و APC هستند.